# Катастрофа BAe 146 под Пасо-Роблесом
Катастрофа BAe 146 под Пасо-Роблесом — авиационная катастрофа, произошедшая в понедельник 7 декабря 1987 года. Авиалайнер BAe 146-200A авиакомпании Pacific Southwest Airlines (PSA) совершал внутренний рейс PSA 1771 по маршруту Лос-Анджелес—Сан-Франциско, но через 14 минут после взлёта вертикально рухнул на землю около Пасо-Роблеса. Погибли все находившиеся на его борту 43 человека — 38 пассажиров и 5 членов экипажа.
Причиной катастрофы стала стрельба, устроенная одним из пассажиров рейса.

## Самолёт
BAe 146-200A (регистрационный номер N350PS, заводской E2027, серийный 027) был выпущен в 1984 году (первый полёт совершил 24 ноября). 7 декабря того же года был передан авиакомпании Pacific Southwest Airlines (PSA), в которой получил имя The Smile of Stockton. Оснащён четырьмя турбовентиляторными двигателями Lycoming ALF502R-3. На день катастрофы налетал 8571 час.

## Экипаж
Самолётом управлял опытный экипаж, состав которого был таким:
- Командир воздушного судна (КВС) — 43-летний Грегг Н. Линдамуд (англ. Gregg N. Lindamood). Очень опытный пилот, проработал в авиакомпании PSA 14 лет (с 1973 года). Налетал свыше 11 000 часов, свыше 1500 из них на BAe 146.
- Второй пилот — 46-летний Джеймс Х. Нанн (англ. James H. Nunn). Очень опытный пилот, проработал в авиакомпании PSA 9 месяцев (с марта 1987 года). Налетал свыше 12 000 часов, свыше 300 из них на BAe 146.

В салоне самолёта работали три стюардессы:
- Дебора Н. Нейл (англ. Deborah N. Neil), 37 лет. В авиакомпании PSA с 1970 года.
- Дебра У. Вуйлстэк (англ. Debra W. Vuylsteke), 32 года. В авиакомпании PSA с 1977 года.
- Джули Готтсман (англ. Julie Gottesman), 20 лет. В авиакомпании PSA с ноября 1987 года.

## Хронология событий

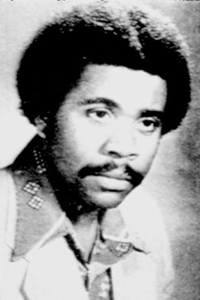
Дэвид А. Бёрк

Рейс PSA 1771 вылетел из Лос-Анджелеса примерно в 15:50 PST и взял курс на Сан-Франциско. На его борту находились 5 членов экипажа и 38 пассажиров, среди которых находились 4 сотрудника авиакомпаний PSA и USAir. В 16:00 самолёт набрал высоту 6700 метров.
14 минут спустя, в 16:14, 35-летний пассажир Дэвид А. Бёрк (англ. David A. Burke) достал револьвер «Smith & Wesson Model 29», заряжённый шестью патронами «.44 Magnum» и открыл стрельбу. Первым он убил пассажира Рэймонда Ф. Томпсона (англ. Raymond F. Thompson), своего бывшего начальника. Незадолго до этого он подбросил ему зловещую записку, написанную на гигиеническом пакете:

Привет, Рэй. Думаю, в том, что всё заканчивается именно этим, есть некая ирония. Я попросил у тебя снисхождения для моей семьи. Помнишь? Я его не получил и ты не получишь.
Оригинальный текст (англ.)"Hi, Ray. I think it's sort of ironical that we end up like this. I asked for some leniency for my family. Remember? Well, I got none and you'll get none."

Затем Бёрк пошёл в кабину пилотов, в которую убежала одна стюардесса. Она лишь успела сказать командиру экипажа: Командир, у нас проблема!. КВС спросил: В чём проблема?. Ворвавшийся в кабину Дэвид Бёрк ответил: Я проблема!.
Застрелив стюардессу и обоих пилотов, он толкнул штурвальную колонку вперёд и ввёл самолёт в отвесное пикирование. Затем он вышел из кабины пилотов, застрелил находившегося на борту в качестве пассажира шеф-пилота авиакомпании PSA Дугласа М. Артура (англ. Douglas M. Arthur), который шёл к кабине, и сел на пол.
В 16:15:50 во время пикирования на высокой тяге двигателей самолёт перешёл звуковой барьер (1200 км/ч). В 16:16 PST на скорости 1240 км/ч рейс PSA 1771 врезался в холмы близ Пасо-Роблеса (Калифорния) и полностью разрушился. Погибли все 43 человека на его борту (5 из них были застрелены).

## Расследование
Расследование причин катастрофы рейса PSA 1771 совместно проводили Национальный совет по безопасности на транспорте (NTSB) и ФБР.
По итогам расследования, причиной катастрофы стала стрельба на борту лайнера, устроенная бывшим сотрудником авиакомпании USAir («материнской» авиакомпании PSA) Дэвидом А. Бёрком. Он был уволен за кражу выручки из самолётного бара на $ 69 (до этого его могли арестовать за попытку нелегальной перевозки кокаина из Ямайки в США), но служебный жетон при этом не изъяли. Он решил отомстить за увольнение и, воспользовавшись сохранённым жетоном для обхода предпосадочного контроля, смог пронести револьвер в самолёт. Во время полёта он расстрелял 2 пассажиров и 3 членов экипажа и ввёл самолёт в пикирование, убив ещё 37 человек.

## Последствия
После катастрофы рейса 1771 были введены правила, согласно которым все авиакомпании мира должны ужесточить предпосадочный контроль, который, помимо пассажиров, теперь должны проходить и члены экипажа, и обязать всех увольняющихся или уволенных работников авиакомпаний обязательно сдавать все документы и служебные жетоны.

## Культурные аспекты
Катастрофа рейса 1771 показана в 11 сезоне канадского документального телесериала Расследования авиакатастроф в серии В поисках виновных (оригинальное название I’m The Problem — Я проблема).